# Douze
Die Douze (auch: Doulouze) ist ein Fluss in Frankreich, der in den Regionen Okzitanien und Nouvelle-Aquitaine verläuft. Sie entspringt im Gemeindegebiet von Gazax-et-Baccarisse und entwässert anfangs in nordwestlicher, später in südwestlicher Richtung durch die historische Provinz Armagnac. Nach rund 124 Kilometern vereinigt sie sich im Stadtgebiet von Mont-de-Marsan mit dem Fluss Midou und bildet so den Fluss Midouze. Auf ihrem Weg durchquert sie die Départements Gers und Landes.

## Orte am Fluss
- Peyrusse-Grande
- Manciet
- Cazaubon
- Labastide-d’Armagnac
- Saint-Justin
- Roquefort
- Saint-Avit
- Mont-de-Marsan